# Gehren (Heideblick)
Gehren (niedersorbisch Jarin) ist ein Ortsteil der Gemeinde Heideblick im Landkreis Dahme-Spreewald in Brandenburg. Bis zur Eingemeindung am 31. Dezember 1997 war Gehren eine eigenständige Gemeinde, die vom Amt Heideblick verwaltet wurde.

## Lage
Der Ort liegt in der Niederlausitz, etwa sieben Kilometer südwestlich der Stadt Luckau. Umliegende Ortschaften sind Waltersdorf im Norden, Goßmar im Nordosten, Riedebeck im Osten, Bornsdorf im Südosten, Grünswalde im Süden, Walddrehna im Südwesten sowie Wüstermarke im Nordwesten. Zu Gehren gehören die Wohnplätze Alte Ziegelei, Rungemühle, Teiselsmühle und Villa Waldhaus.
Gehren liegt an der Landesstraße 562 und an der Gehrener Berste. Die Bundesstraße 87 verläuft unweit nördlich und die Bundesstraße 96 unweit östlich des Dorfes. Gehren hatte einen Haltepunkt an der Bahnstrecke Berlin–Dresden.
Südöstlich von Gehren liegt das Landschaftsschutzgebiet Lausitzer Grenzwall zwischen Gehren, Crinitz und Buschwiesen.

## Geschichte
Gehren wurde erstmals als Kirchdorf in den Kirchenartikeln des Bistums Meißen aus dem Jahr 1346 erwähnt. Die damalige Schreibweise lautete Gerin, der Name stammt aus dem Sorbischen, die Deutung ist aber unklar. Arnošt Muka leitet ihn vom slawischen Personennamen Jara oder Jaro ab, einer Kurzform von Jaroslaw.
1366 wurde der Ort als Dutschen Gerin bezeichnet, der Zusatz Dutschen diente der Unterscheidung zum damals erstmals erwähnten und heute wüst gefallenen Wendisch Gehren. Nach eher klassischer historischer Sicht soll Gehren bereits im 10. Jahrhundert eine deutsche Kolonie des deutschen Markgrafen Gero vom Jahre 941 gewesen sein, der in den Gehrener Bergen die Burg Gehren besessen haben soll. Nach neuerer Erkenntnis ist die urbs (...) Iarina lediglich nach Gero benannt worden, wie auch Thietmar von Merseburg am Anfang des 11. Jahrhunderts berichtete.
Gehren war früher in zwei Anteile aufgeteilt, die jeweils verschiedene Verwaltungszugehörigkeiten hatten. Ein Anteil gehörte zur Stadt Luckau, der andere zur Gemeinde Bornsdorf. 1844 hatte der zu Luckau gehörende Anteil 219 Einwohner in 42 Gebäuden, der Bornsdorfer Teil hatte 145 Einwohner in 23 Gebäuden.
Als Ergebnis des Wiener Kongresses im Jahr 1815 kam die gesamte Niederlausitz an das Königreich Preußen. Dort lag die Gemeinde Gehren im Landkreis Luckau im Regierungsbezirk Frankfurt. 
Mit dem General d. Inf. und 1910 in den Adelsstand nobilitierten Ulrich von Etzdorf hatte Gehren einen bekannten Gutsbesitzer im Ort. Sein kleines 76 ha Anwesen war aber kein klassisches kreistagsfähiges Rittergut, Hauptwohnsitz der Familie blieb Berlin. Die Familie Otto Toepfer betrieb des Weiteren in Gehren einen 22 ha Hof. Des Generals bekannte Enkeltochter Marga Wolff genannt von Etzdorf war häufig in Gehren.
Bei der Kreisneubildung in der DDR am 25. Juli 1952 kam Gehren zum Kreis Luckau im Bezirk Cottbus. Nach der Wende lag Gehren zunächst im brandenburgischen Landkreis Luckau, nach der Kreisreform im Dezember 1993 kam die Gemeinde zum Landkreis Dahme-Spreewald. Am 31. Dezember 1997 wurde Gehren mit den bis dahin ebenfalls eigenständigen Gemeinden Langengrassau, Waltersdorf und Wüstermarke zu der neuen Gemeinde Heideblick zusammengeschlossen.

## Sehenswürdigkeiten
In der Liste der Baudenkmale in Heideblick sind für Gehren drei Baudenkmale aufgeführt:
- Die Dorfkirche Gehren ist eine klassizistische Saalkirche, die in den Jahren 1823 bis 1825 errichtet wurde. In ihrem Innern steht unter anderem eine Kanzel, die im Dehio-Handbuch als „ungewöhnlich hoch“ bezeichnet wird.
- Der ehemalige Landsitz Schloss Gehren (Bergstraße 23) sowie die Teiselsmühle (Bergstraße 26) stehen als Baudenkmal und Schutz.

## Einwohnerentwicklung
| 1875 | 542 | 1939 | 567 | 1981 | 524 |
| 1890 | 577 | 1946 | 839 | 1985 | 524 |
| 1910 | 575 | 1950 | 781 | 1989 | 496 |
| 1925 | 510 | 1964 | 554 | 1992 | 541 |
| 1933 | 561 | 1971 | 535 | 1996 | 532 |